# Quận Columbia, Wisconsin
Quận Columbia một quận thuộc tiểu bang Wisconsin, Hoa Kỳ. Quận lỵ đóng ở Portage6. Theo điều tra dân số năm 2000 của Cục điều tra dân số Hoa Kỳ năm 2000, quận có dân số 52.468 người. Quận này thuộcKhu vực thống kê đô thị Madison.

## Địa lý
Theo Cục điều tra dân số Hoa Kỳ, quận có diện tích 796 dặm vuông Anh (2.061,6 km2), trong đó có 22 dặm vuông Anh (57,0 km2) (2,75%) là diện tích mặt nước. Điểm cao nhất là Gibraltar Rock với độ cao 1247 foot trên mực nước biển.

### Xa lộ
- Interstate 39
- Interstate 90
- Interstate 94
- U.S. Highway 51
- U.S. Highway 151
- Highway 13 (Wisconsin)
- Highway 16 (Wisconsin)
- Highway 22 (Wisconsin)

| - Highway 23 (Wisconsin) - Highway 33 (Wisconsin) - Highway 44 (Wisconsin) - Highway 60 (Wisconsin) - Highway 73 (Wisconsin) - Highway 78 (Wisconsin) - Highway 89 (Wisconsin) - Highway 127 (Wisconsin) - Highway 146 (Wisconsin) - Highway 113 (Wisconsin) - Highway 188 (Wisconsin) |

### Quận giáp ranh
- Marquette – bắc
- Green Lake – tây bắc
- Dodge – đông
- Dane – nam
- Sauk – tây
- Juneau – tây bắc
- Adams – tây bắc

## Thông tin nhân khẩu

Tháp độ tuổi dân cư quận theo điều tra dân số năm 2000.

Theo điều tra dân số năm 20002, đã có 52.468 người, 20.439 hộ gia đình, và 14.164 gia đình sống trong quận hạt. Mật độ dân số là 68 người trên một dặm vuông (26/km ²). Có 22.685 đơn vị nhà ở với mật độ trung bình là 29 trên một dặm vuông (11/km ²). Cơ cấu chủng tộc của quận gồm 97,18% người da trắng, 0.88% da đen hay Mỹ gốc Phi, 0,35% người Mỹ bản xứ, 0,33% châu Á, Thái Bình Dương 0,02%, 0,44% từ các chủng tộc khác, và 0,79% từ hai hoặc nhiều chủng tộc. 1,58% dân số là người Hispanic hay Latino thuộc một chủng tộc nào. 46,4% là gốc Đức, gốc Na Uy 10,2%, gốc Ailen 7,8%, 6,4% gốc Anh và 5,0%, Hoa Kỳ hoặc tổ tiên của thổ dân Mỹ.
Có 20.439 hộ, trong đó 32,20% có trẻ em dưới 18 tuổi sống chung với họ, 58,10% là đôi vợ chồng sống với nhau, 7,40% có một chủ hộ nữ và không có chồng, và 30,70% là các gia đình không. 25,50% hộ gia đình đã được tạo ra từ các cá nhân và 11,00% có người sống một mình 65 tuổi hoặc lớn tuổi hơn là người. Cỡ hộ trung bình là 2,49 và cỡ gia đình trung bình là 2,99.
Trong quận, cơ cấu độ tuổi dân cư với 25,20% dưới độ tuổi 18, 7,10% 18-24, 29,90% 25-44, 23,40% từ 45 đến 64, và 14,40% từ 65 tuổi trở lên đã được những người. Độ tuổi trung bình là 38 năm. Đối với mỗi 100 nữ có 101,60 nam giới. Đối với mỗi 100 nữ 18 tuổi trở lên, đã có 100,40 nam giới.